# John Bird
John Michael Bird, född 22 november 1936 i Bulwell, Nottinghamshire, död 24 december 2022 i Midhurst, West Sussex, var en brittisk komiker och skådespelare.

## Utmärkelser
Bird vann British Academy Television Award for Best Entertainment Performance 1997.

## Rollista i urval
- 1968 – Slutpunkt Berlin
- 1969 – Sexbomben som gick i säng
- 1976 – Den sju-procentiga lösningen
- 1977 – Stackars Dennis
- 1987 – Filthy Rich & Catflap (TV-serie) (1 avsnitt)
- 1988 – Javisst, herr premiärminister (TV-serie) (1 avsnitt)
- 1988 – En fisk som heter Wanda (ej krediterad)
- 1995 – One Foot in the Grave (TV-serie) (1 avsnitt)
- 1998 – Hett om öronen (TV-serie) (3 avsnitt)
- 2000, 2014 – Jonathan Creek (TV-serie) (3 avsnitt)
- 2003–2005 – Absolute Power (TV-serie) (12 avsnitt)
- 2017 – Morden i Midsomer (TV-serie) (1 avsnitt)